# Sequentie (biologie)
In de biologie is een sequentie de eendimensionale volgorde van monomeren in een biopolymeer, bijvoorbeeld de volgorde van nucleotiden in een DNA- of RNA-molecuul, of de volgorde van aminozuren in een eiwit. De lineaire sequentie wordt ook wel aangeduid met de term primaire structuur.
Omdat DNA van een gen codeert voor een eiwit, bepaalt de sequentie van nucleotiden in zo'n gen wat de sequentie van aminozuren in het bijbehorende eiwit is.
Het sequencen van een genoom is het bepalen van de volgorde van nucleotiden in de DNA-moleculen die het genoom vormen.
Evolutionaire verwantschap wordt vaak bepaald door sequenties van verschillende organismen te vergelijken.